# Motive
Motive ist eine kanadische Krimiserie des Senders CTV. Die Serie wurde zum ersten Mal nach dem Super Bowl XLVII ausgestrahlt und erreichte 1,23 Millionen Zuschauer. Damit war die Serie die erfolgreichste kanadische Fernsehserie der Saison 2012/13. In den USA wurden die ersten beiden Staffeln der Serie im Sommerprogramm von ABC ausgestrahlt. Aufgrund schwacher Quoten entschied man sich, die dritte Staffel nicht auszustrahlen. Diese und weitere Staffeln waren stattdessen beim Sender USA Network zu sehen. Eine Ausstrahlung der 3. Staffel war ab 1. April 2016 geplant. Eine vierte Staffel wurde von März bis August 2016 beim Sender CTV ausgestrahlt.

## Handlung
Im Mittelpunkt der Serie steht das Ermittlungsteam der Mordkommission rund um Detective Angie Flynn. Diese ist eine alleinerziehende Mutter, die Familie und Beruf unter einen Hut bekommen muss.
Die Serie ist nach dem Prinzip der invertierten Detektivgeschichte aufgebaut. Motive zeigt dem Zuschauer bereits zu Anfang der Folge das Opfer und dessen Mörder. Im Verlauf jeder Folge wird geklärt, welches Motiv der Täter hatte und in welchem Verhältnis er zum Opfer stand.

## Besetzung und Synchronisation
Die deutsche Synchronisation entsteht durch die Synchronfirma FFS Film- & Fernseh-Synchron GmbH in München nach einem Dialogbuch von Christine, Patrick Roche und Simon Mora und unter der Dialogregie von Hartmut Neugebauer und Simon Mora (ab Staffel 4).
| Rollenname             | Schauspieler    | Hauptrolle | Nebenrolle           | Synchronsprecher |
| ---------------------- | --------------- | ---------- | -------------------- | ---------------- |
| Angelika „Angie“ Flynn | Kristin Lehman  | 1.01–4.13  |                      | Claudia Lössl    |
| Oscar Vega             | Louis Ferreira  | 1.01–4.13  |                      | Ole Pfennig      |
| Brian Lucas            | Brendan Penny   | 1.01–4.13  |                      | Patrick Schröder |
| Dr. Betty Rogers       | Lauren Holly    | 1.01–4.13  |                      | Madeleine Stolze |
| Mark Cross             | Warren Christie | 2.01–3.13  | 4.01–4.13            | Markus Pfeiffer  |
| Wendy Sung             | Valerie Tian    | 2.01–2.13  |                      | Anna Ewelina     |
| Boyd Bloom             | Roger Cross     | 1.01–1.13  | 2.01–3.13            | Matti Klemm      |
| Manny Flynn            | Cameron Bright  |            | 1.04–2.13, 4.01–4.13 | Felix Auer       |

## Produktion
Nach der Verpflichtung Kristin Lehmans für die zentrale Hauptrolle begannen die Dreharbeiten zur ersten Staffel der Serie am 17. September 2012. Kurz vor Ende der ersten Staffel der Serie bestellte CTV eine dreizehnteilige zweite Staffel der Serie. Im September 2013 wurden Warren Christie und Valerie Tian für weitere Hauptrollen in der Serie verpflichtet. Die Dreharbeiten zur zweiten Staffel dauerten von September 2013 bis Januar 2014. Auf Grund von gestiegenen und sehr hohen Einschaltquoten bestellte CTV im Mai 2014 eine dritte Staffel der Serie in Form von weiteren 13 Episoden. Am 1. Juni 2015 wurde die Serie um eine vierte Staffel verlängert.
Mitte Februar 2016, nach dem Ende der Produktion der vierten Staffel, stellte CTV die Produktion der Serie ein.

## Ausstrahlung
Kanada
In Kanada startete die erste Staffel der Serie am 3. Februar 2013 nach dem Super Bowl. Die erste Folge der Serie wurde von 1,23 Millionen Zuschauer gesehen. Insgesamt verfolgten die erste Staffel der Serie durchschnittlich 1,1 Millionen Zuschauer, was die Serie zur meistgesehenen Fernsehserie der Season 2012/2013 in Kanada machte. Die Ausstrahlung dieser Staffel endete am 16. Mai 2013. Die zweite Staffel der Serie wurde vom 6. März bis zum 29. Mai 2014 ausgestrahlt und von durchschnittlich 1,3 Millionen Zuschauer gesehen. Die Ausstrahlung der dritten Staffel erfolgt seit dem 8. März 2015 bis voraussichtlich zum 7. Juni 2015.
Vereinigte Staaten
Bereits Ende Januar 2013, noch vor Ausstrahlung der ersten Folge der Serie in Kanada, sicherte sich ABC die Ausstrahlungsrechte der Serie in den Vereinigten Staaten als Ersatz für die Serie Weird Desk. Die erste Staffel der Serie wurde vom 20. Mai bis zum 29. August 2013 ausgestrahlt und von durchschnittlich 4,70 Millionen Zuschauern verfolgt. Die Ausstrahlung der zweiten Staffel begann am 21. Mai 2014.
Deutschland
Die Serie wird in Deutschland auf dem Pay-TV-Sender TNT Serie ausgestrahlt. Die erste Staffel wurde zwischen dem 19. August und dem 11. November 2013 gesendet. Die zweite Staffel wurde vom 30. September bis zum 23. Dezember 2014 ausgestrahlt. Die dritte Staffel lief vom 13. November bis zum 1. Dezember 2015. Die finale vierte Staffel soll ab dem 12. November 2016 ausgestrahlt werden.
Im Free-TV läuft die Serie bei VOX, die erste Staffel startete am 5. Januar 2015, nahm die Serie aber nach sechs Folgen aus dem Programm. Vom 3. Februar bis zum 1. Juni 2016 setzte VOX die Ausstrahlung mit den restlichen Folgen der ersten Staffel und der zweiten Staffel fort.
Österreich
In Österreich wird die erste Staffel der Serie seit dem 16. April 2014 auf dem Free-TV-Sender Puls 4 ausgestrahlt.

## Rezeption
Die Fernsehserie wurde bei Metacritic mit einem Metascore von 50/100 basierend auf 14 Rezensionen bewertet.
Chris Popp von booknerds.de schrieb „Was bei Motive bereits während der ersten Episode auffällt, ist, dass der Fokus auf das Wesentliche gerichtet ist, nämlich auf den Fall an sich. […] Das mag vielleicht nicht unbedingt revolutionär oder innovativ sein, doch es ist auf gewisse Weise erfrischend und dürfte vor allem jene Krimiserienfans erfreuen, denen die Basics wichtiger sind als das Drumherum, das in manchen Serien doch gerne mal überhand nimmt.“ Des Weiteren findet er, dass „letzten Endes […] eine überwiegend spannende Procedural-Serie erschaffen [wurde], die mit dem Verzicht auf sämtlichen Firlefanz wohl eine der puristischsten dieses noch jungen Jahrzehnts ist, denn hier ist Krimi wieder Krimi – und das, obwohl man bereits den Bösewicht, der nicht selten das eigentliche Opfer ist, bereits nach zwei Minuten kennt. Diese erste Staffel macht auf jeden Fall Lust auf eine weitere.“
Loryn Pörschke von Serienjunkies.de hat ebenfalls viele lobende Worte für die Serie übrig. In ihrem Review zur Pilotfolge schrieb sie, dass „die ersten zwei Szenen der Pilotepisode der Serie Motive […] jeweils einen zusammenhanglosen Blick in das Leben des Mörders und seines Opfers [werfen]. Mit der dritten Szenerie lernt der Zuschauer Detective Angie Flynn (Kristin Lehman, The Killing) kennen. Zumindest die dritte Bekanntschaft könnte der Beginn einer längeren Freundschaft werden. Denn mit der Serie Motive bringt der Sender CTV einen Krimi der anderen Art an den Start und umgarnt Krimifans, die sich mit gut gemachten Procedurals anfreunden können aber sich etwas Abwechslung von den üblichen Verdächtigen wünschen.“ Insgesamt ist sie der Meinung, dass „der düstere Erzählton mit einem Sinn für Humor sicher so manchen Krimifan vor die Mattscheibe [lockt]. Und das Konzept, das auf dem Papier schon interessant wirkt, enttäuscht auch in der praktischen Umsetzung nicht.“